# FK Alfa
El FK Alfa fue un equipo de fútbol de Letonia que alguna vez jugó en la Virsliga, la primera división de fútbol en el país.

## Historia
Fue fundado en el año 1960 en la capital Riga con el nombre RABR Riga por los empleados de la compañía de concreto y asfalto de la capital Riga, debutando en la Virsliga en la temporada de 1967.
En 1968 cambian su nombre al de Elektrons Riga, logrando el título de la Copa de Letonia en 1969, logrando resultados inconsistentes en la década de los años 1970s, hasta que en 1977 vuelven a ganar la Copa de Letonia, repitiendo en 1978, y para 1979 ganan su primer título de liga.
Para 1981 el club gana la liga y la copa, repitiendo la liga en 1982 y la Copa de Letonia en 1983. En 1984 cambian su nombre por el de FK Alfa, obteniendo el título de liga en 1985, pero luego de ese título, el club tiene malos resultados que lo llevaron a la desaparición en el año 1992 mientras jugaba en la Primera Liga de Letonia.

## Palmarés
- Virsliga: 4

1979, 1981, 1982, 1985
- Copa de Letonia: 7

1969, 1974, 1977, 1978, 1980, 1981, 1983

## Jugadores

### Jugadores destacados
| - Laimonis Laizāns - Roberts Skadats | - Jānis Dreimainis - Aleksandrs Dorofejevs | - Jurijs Andrejevs |

## Entrenadores

### Entrenadores destacados
- Gunārs Kungs